# Bruant des neiges
Plectrophenax nivalis
Espèce
Statut de conservation UICN

 LC  : Préoccupation mineure
Le Bruant des neiges (Plectrophenax nivalis), pour lequel le nom normalisé de « Plectrophane des neiges » a été proposé, est une espèce de passereaux appartenant à la famille des Calcariidae.

## Morphologie
Le Bruant des neiges est un calcariidé d'apparence robuste mesurant de 15 à 18 centimètres de long avec une envergure de 32 à 38 cm. Il pèse entre 26 et 50 grammes. Le mâle en saison de reproduction est tout blanc avec le dos noir. La femelle ressemble au mâle, mais avec le dos d’un gris noirâtre. En hiver, les deux sexes ont les parties supérieures tachetées de brun-roux, de blanc et de noir tandis que les parties inférieures sont brunes et blanches. Les mâles ont le plumage plus blanc que les femelle. Le bec est jaune avec l'extrémité noire sauf chez les mâles qui présentent un bec tout noir en été.

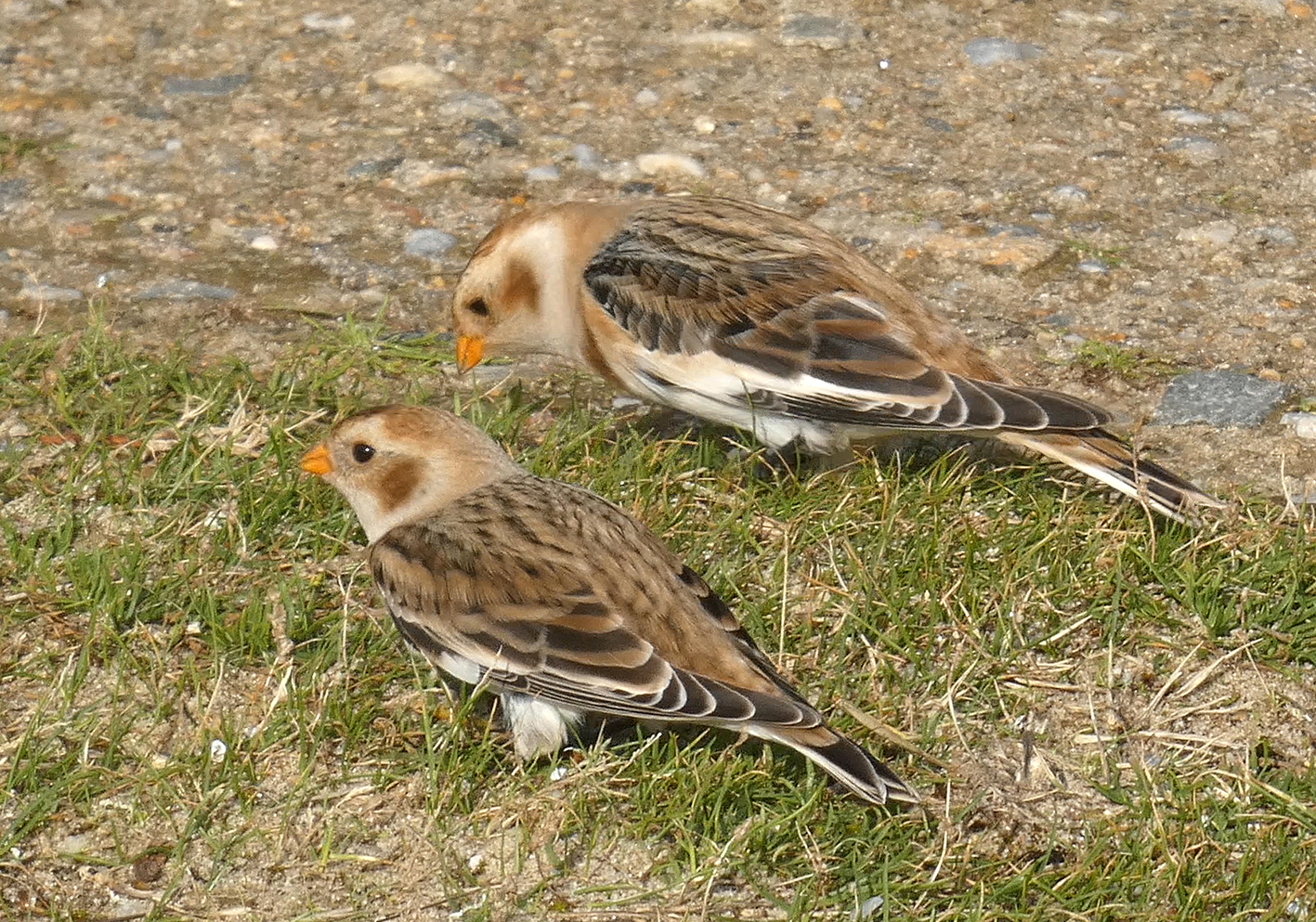
Bruant des neiges en hiver. Littoral breton.

Contrairement aux autres passereaux, le Bruant des neiges possède des plumes sur les tarses. À part le grand corbeau, aucun autre passereau ne passe l’hiver plus au nord que le Bruant des neiges.

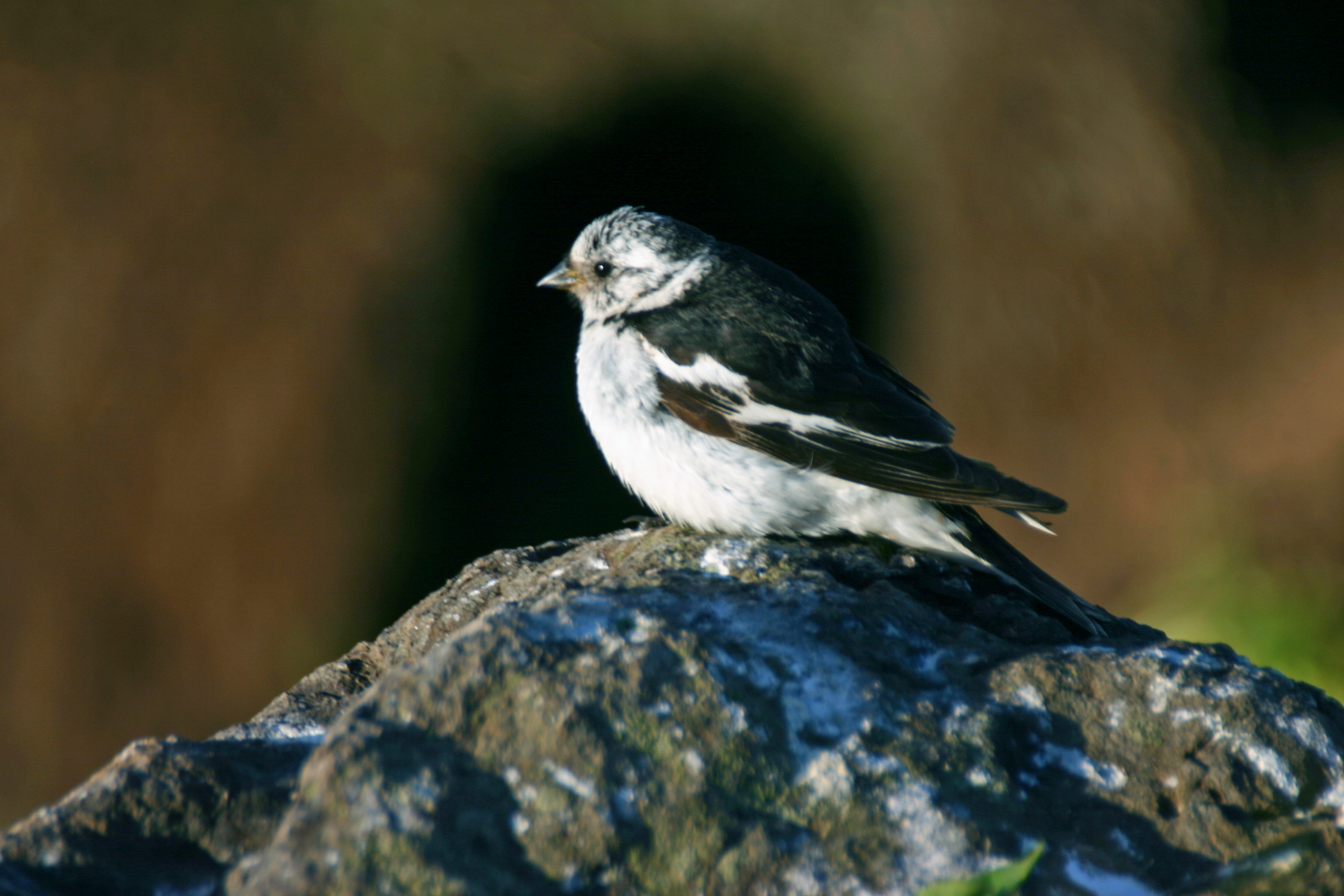
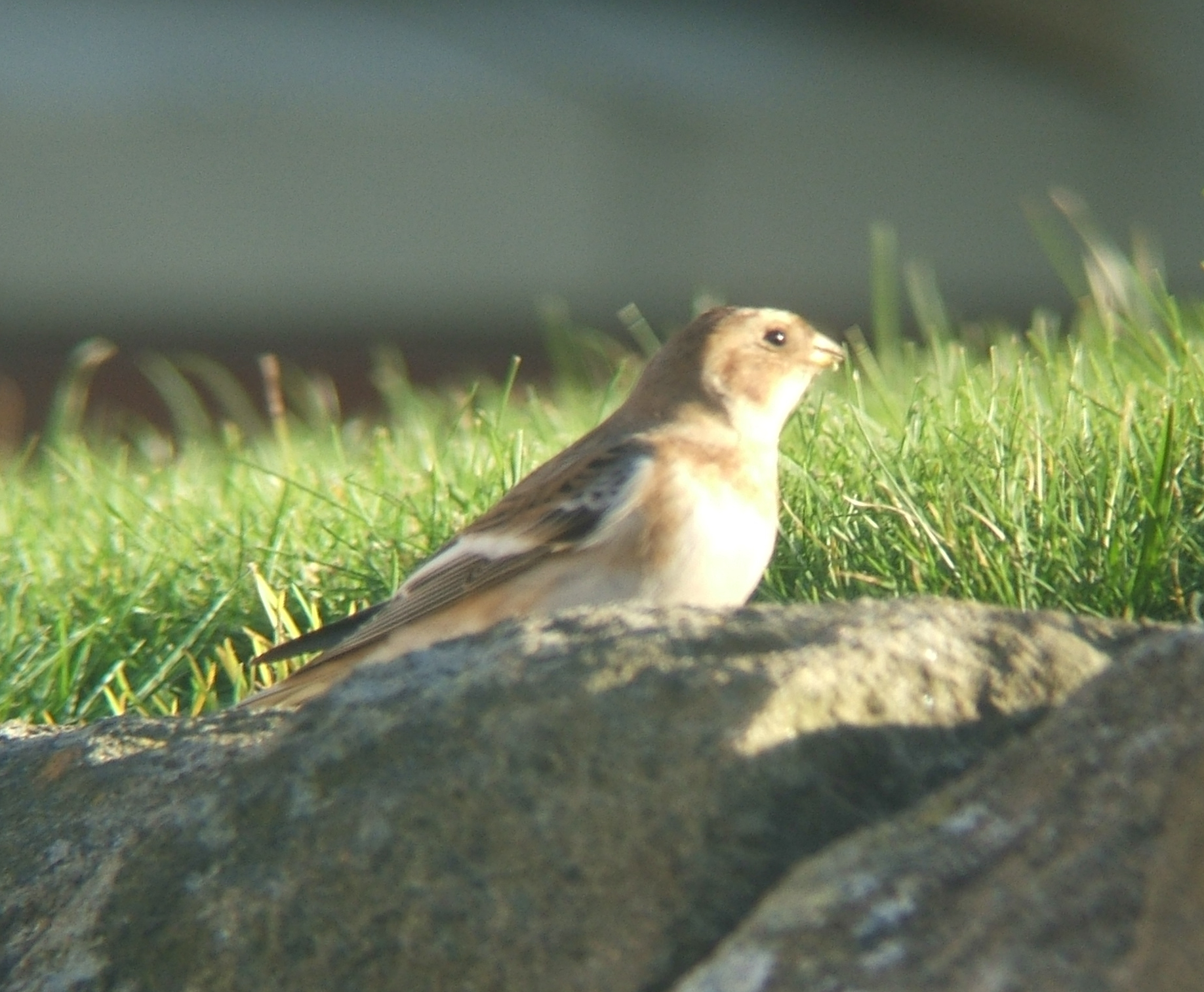
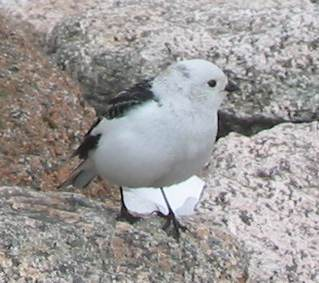
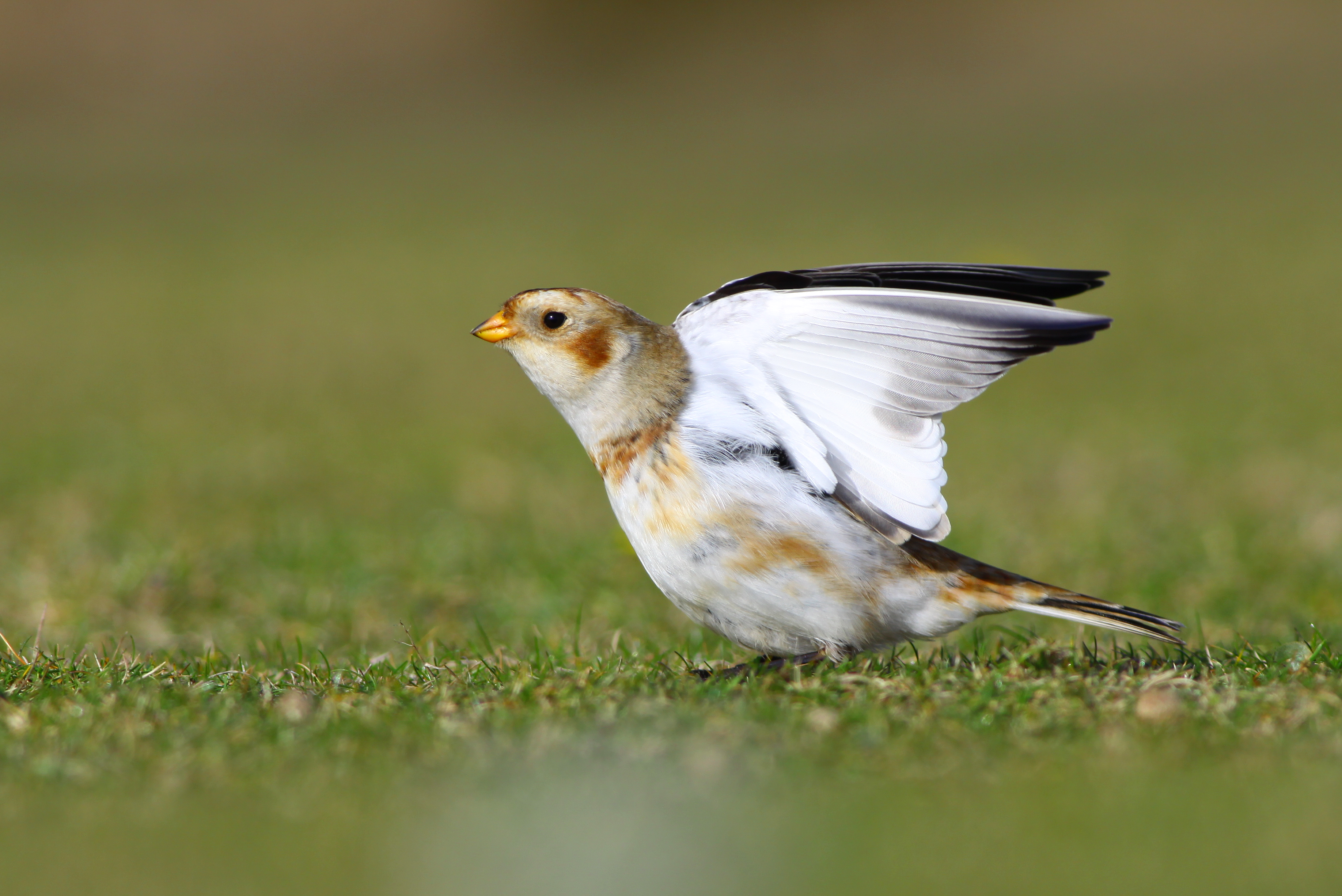

## Comportement

### Alimentation
Doté d'un bec conique épais et court, le Bruant des neiges est assez éclectique dans ses choix alimentaires: insectes, larves, petits invertébrés et graines. En hiver, il se concentre surtout sur les graines, dans les zones restées découvertes par d'éventuels enneigements. Cette espèce ne craint pas les humains, niche souvent près des bâtiments et se nourrit de grains mis à sa disposition. Au sol, il court plutôt
que de sauter. Il se nourrit de graines, de mauvaises herbes qui dépassent la surface de la neige et, quand une volée s'abat dans un champ de graminées, les individus se dispersent, volettent d'une touffe à l'autre, sautillant parfois pour atteindre les plus hautes. À mesure que le groupe glane les graines, certains oiseaux survolent les autres et se posent devant eux par vagues successives. On peut aussi remarquer quand ils trouvent des mangeoires au sol et qu'ils sont en groupe, se détachent un petit nombre d'éclaireurs, pendant que le groupe plus loin attend pour aller se nourrir quelque temps après.

## Reproduction

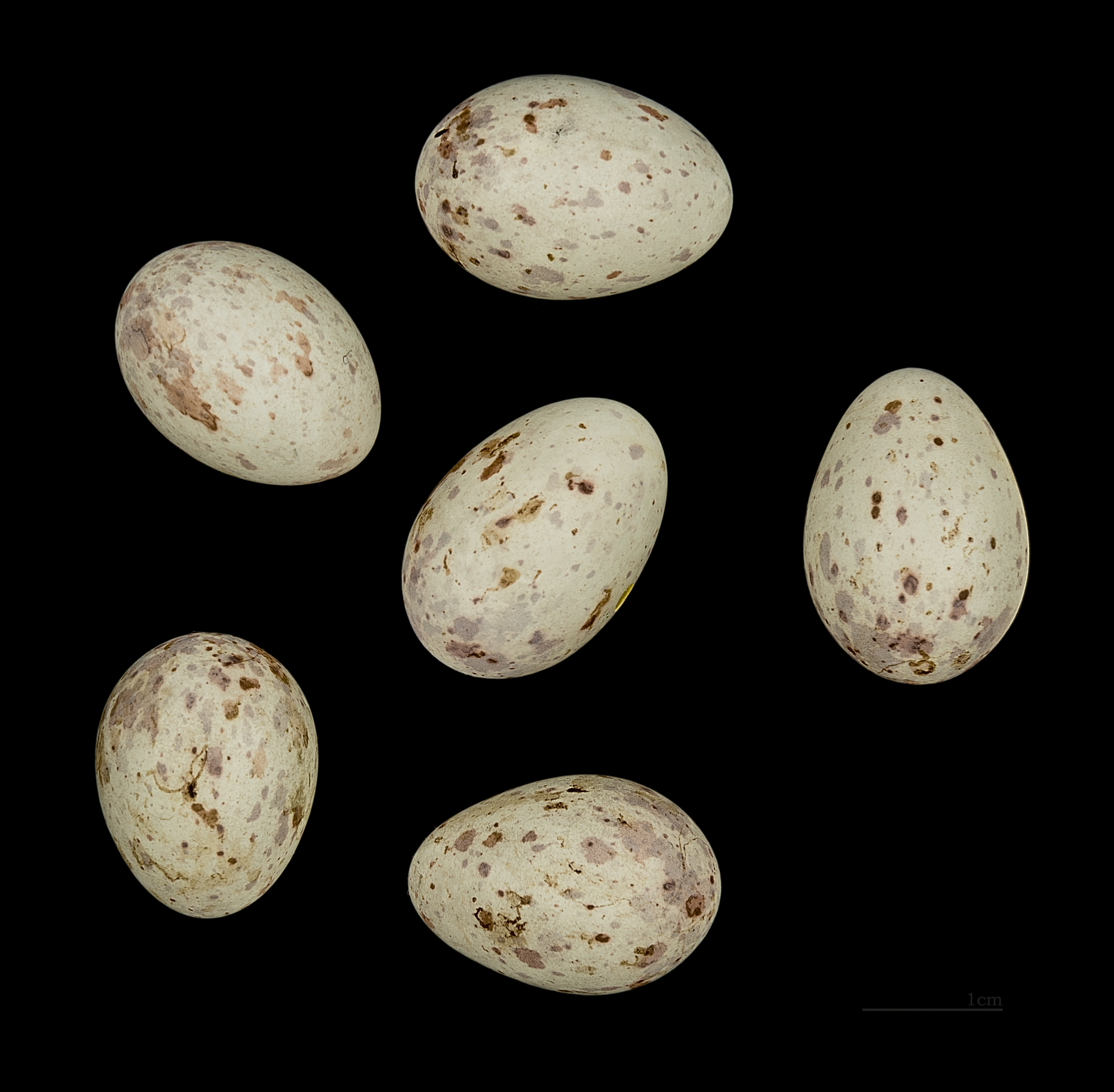
œufs de Bruant des neiges - Muséum de Toulouse

Les œufs sont d’un bleu verdâtre avec des taches brunes et l’éclosion a lieu 12-13 jours après la ponte. Les jeunes sont prêts à voler environ 13 jours après l’éclosion. La femelle construit un nid dans une anfractuosité rocheuse, plus rarement dans un buisson bas. La saison de nidification a lieu d'avril à août et permet de 2 à 3 pontes avec 3 ou 4 jeunes par couvée. Seule la femelle tient le nid.

## Répartition et habitat

### Répartition
C’est un spécialiste de l’Arctique, avec une répartition circumpolaire à travers l’hémisphère nord pendant la saison de reproduction. Il existe de petites populations au sommet de quelques cimes montagneuses au sud des régions arctiques, dont les Cairngorms en Écosse centrale et les montagnes Saint Elias à la portion sud de la frontière Alaska-Yukon. En Europe, cet oiseau apparaît en Grande-Bretagne, en France et en Belgique en automne, souvent en groupes dans des zones de landes ou de friches peu arborées, sur les dunes ou les plages.
Pendant la dernière période glaciaire, le Bruant des neiges était commun en Europe continentale.

Carte de répartition
Aire de nidification
Voie migratoire
Présent à l'année
Aire d'hivernage

### Habitat
L’aire de nidification se retrouve dans la toundra et au sommet des montagnes. C’est une espèce migratoire qui hiverne dans les milieux ouverts des zones tempérées nordiques, par exemple les côtes sablonneuses, les steppes, les prés ou en basse montagne.
En hiver, le Bruant des neiges est grégaire et forme des groupes mobiles.

## Systématique
L'espèce Plectrophenax nivalis  a été décrite par le naturaliste suédois Carl von Linné en 1758.

### Sous-espèces
Il y a quatre sous-espèces, qui diffèrent légèrement par le plumage des mâles pendant la saison de reproduction :
- P. n. nivalis en Europe arctique et Amérique du Nord arctique : mâle à tête blanche et croupion surtout noir avec une petite zone blanche ;
- P. n. insulae en Islande, aux îles Féroé et en Écosse : mâle à tête blanche avec un collier noir et croupion noir ;
- P. n. vlasowae en Asie arctique : mâle à tête blanche et croupion surtout blanc ;
- P. n. townsendi aux Îles Aléoutiennes, au Kamtchatka et sur la côte est de la Sibérie : mâle comme vlasowae, mais un peu plus grand.

Le Bruant blanc est proche parent du bruant des neiges, dont il diffère par un plumage encore plus blanc. L’hybridation entre ces deux espèces a été observée en Alaska. Cependant, elles sont généralement considérées comme deux espèces différentes.

## Le Bruant des neiges et l'être humain

### Philatélie
Plusieurs pays ont émis des timbres représentant le Bruant des neiges : l'Islande (1989), le Groenland (1989) et Guernesey (1990).